# Kani Kusruti
Kani Kusruti, née le 12 septembre 1985, est une actrice et mannequin indienne.
Elle est d'abord remarquée en 2009 avec le film Kerala Cafe, où sa performance est saluée par la critique,.
Elle remporte en 2019 le prix de la meilleure actrice aux Kerala State Film Awards et le prix de la meilleure deuxième actrice au festival du film Imagine à Madrid, en Espagne, pour sa performance en tant que Khadeeja dans le film Biriyaani .
En 2024, elle joue dans deux films indépendants, tous deux projetés lors du festival de Cannes : Girls Will Be Girls et All We Imagine as Light.

## Biographie

### Jeunesse
Kani Kusruti est née à Thiruvananthapuram, Kerala. Elle est la fille de parents militants sociaux et rationalistes, Jayasree AK et Maitreya Maitreyan. Ses parents ont laissé tomber leurs noms de famille afin d'effacer le marqueur de hiérarchie sociale qui accompagne les noms de famille en Inde. À l'âge de 15 ans, elle invente son nom de famille « Kusruti » (qui signifie « espiègle » en langue malayalam) pour remplir une condition dans sa demande d'examen au lycée. Elle a grandi à Thiruvananthapuram, où elle a été présentée au Centre de Recherche de Théâtre Abhinaya,, Elle déménage ensuite à Thrissur, où elle s'est inscrite entre 2005 et 2007 au programme d'arts théâtraux de la Thrissur Drama School. Elle a complété sa formation théâtrale à l' École Internationale de Théâtre Jacques Lecoq, où elle a étudié le théâtre physique pendant deux ans.

### Carrière
Kani Kusruti a fait ses débuts dans le milieu du théâtre à Abhinaya, au théâtre de la farce classique Bhagavadajjukam de Baudhayana . Elle a joué le rôle principal de Vasantsena dans la production de 2000 à 2006. La pièce a fait l'objet d'une tournée dans les festivals de théâtre, notamment le Bharat Rang Mahotsav et le Festival international de théâtre du Kerala. Elle a interprété le rôle de Kamala dans l'adaptation scénique de MG Jyotish de Siddhartha de Herman Hesse. En 2007, la production a été invitée au Festival d'Avignon de Villeneuve en scène.
En 2009, de retour de l'École Internationale de Théâtre Jacques Lecoq, Kusruti fait une apparition dans le film d'anthologie Kerala Cafe, dans le segment « Island Express » réalisé par Shankar Ramakrishnan . En 2010, elle a joué un Naxalite dans la star de Mohanlal Shikkar.
Elle collabore en décembre 2010 à la création de « Las Indias », un « méga événement de performance » dirigé par le comédien et pédagogue de théâtre Elias Cohen. Le spectacle a été mis en scène dans un bus, conçu spécialement pour la production. La compagnie de théâtre indo-latino-américaine, le Singing Sticks Theatre Ensemble, est née de ce spectacle. Le bus qui a été créé à l'origine pour Las Indias, a de nouveau été utilisé pour un roadshow théâtral interactif « Tsunami Express: Highway of Hopes », auquel Kusruti a collaboré.
En 2011, Kani a rejoint la tournée de la célèbre compagnie de théâtre Footsbarn pour travailler sur une nouvelle production de Shakespeare Tempest. Elle a joué Miranda dans la performance résultante The Indian Tempest. Après avoir fait une tournée en Irlande, en Espagne, en France, au Portugal et en Inde, la production a débuté au Shakespeare's Globe en 2013,.
Kusruti a fait des recherches, co-développé et joué dans la production indo-polonaise Burning Flowers - 7 Dreams of a Woman, réalisé par Pawel Szkotak (pl) et produit par Teatr Biuro Podróży.
En 2015, Kani joue dans le feuilleton Eswaran Sakshiyayi, réalisé par KK Rajeev. Elle y joue le rôle de l'avocat Tresa qui participe à l'enquête sur le meurtre de son frère.
Kursuti est apparue dans quelques courts métrage dont The Notion en 2018.
En 2020 elle remporte le Kerala State Film Award de la meilleure actrice ainsi qu'une récompense de la deuxième meilleure actrice au Imagine Film Festival à Madrid, pour son rôle du personnage de Khadeeja dans le long métrage Biriyaani réalisé par le producteur Sajin Baabu.

## Vie privée
La mère de Kusruti, le Dr Jayasree AK, spécialiste de la santé communautaire et activiste sociale, donne des conférences au Pariyaram Medical College et est régulièrement invitée à des émissions-débats. Son père Maitreya Maitreyan a travaillé et a dirigé plusieurs mouvements de défense des droits humains au Kerala.
Kusruti s'identifie comme athée et rationaliste,. Elle vit aujourd'hui à Mumbai avec son partenaire, le cinéaste et communicateur scientifique Anand Gandhi. Le 19 février 2019, elle a révélé qu'elle avait arrêté de jouer en raison des demandes sexuelles des cinéastes. L'actrice a fait des réclamations sérieuses contre l'industrie cinématographique malayalam. Kani a affirmé que les cinéastes avaient même approché sa mère pour la convaincre de céder à leurs demandes.
Néanmoins le mouvement #MeToo ainsi que des initiations comme Women in Cinema Collective l'ont rendu plus optimiste quant à l'industrie cinématographique malayalam,. En 2019, Kusruti et 48 autres artistes notables du pays ont écrit une lettre ouverte à Narendra Modi au sujet d'incidents de lynchage dans le pays.

## Filmographie
- : Manushyaputhri : Lakshmi
- 2003 : Anyar : Passagère du bus
- 2007 : A Flowering Tree : Amma
- 2009 : Kerala Cafe (Island Express) : Zeba
- 2010 : Cocktail : Elsa
- 2010 : Shikkar : Naxalite
- 2011 : Silent Dark Eyes : Femme
- 2011 : Urumi : Chanteuse
- 2012 : Karmayogi : Penn Jyothiyamma
- 2013 : Natholi Oru Cheriya Meenalla : Résidente de l'appartement
- 2013 : Hotel California : Invité
- 2013 : North 24 Kaatham : Lajjo
- 2013 : Oru Indian Pranayakadha : Commissaire de police
- 2014 : Burma : Clara
- 2014 : Pisaasu : La femme du mari en colère
- 2014 : Masala Republic : AGS Officer
- 2015 : The Dolphins : Varalakshmi
- 2015 : Ishwaran Sakshiyayi : Adv.Tresa
- 2015 : Sivapuranam
- 2015 : Padakkam : Prostituée[19]
- 2016 : Memories of a Machine : Dame[20],[21],[22],[23]
- 2016 : Kalam : Gouvernante
- 2017 : Touch : Selvi
- 2018 : Counterfeit Kunkoo : Smita Sunil Nikam[24]
- 2018 : The Notion : Padma Iyer
- 2018 : Theekuchiyum Panithulliyum : Thanuja
- 2018 : Maa : Mère: Sathya
- 2019 : Oolu : Manasi
- 2020 : Biriyaani : Khadeeja[25]
- 2021 : 1956, Central Travancore : femme de Kela
- 2021 : Tryst with Destiny : Ahalya
- 2024 : Girls Will Be Girls de Shuchi Talati : Anila
- 2024 : All We Imagine as Light de Payal Kapadia : Prabha